# NGC 4460
NGC 4460 este o galaxie lenticulară situată în constelația Câinii de Vânătoare. A fost descoperită în 10 aprilie 1788 de către William Herschel. Se află la o distanță de 9,2 megaparseci de Pământ.